# ويلات وطن
ويلات وطن: صراعات الشرق الأوسط وحروب لبنان هو كتاب من تأليف الصحافي الإنجليزي الحاصل على عدة جوائز روبرت فيسك.
يذهب الكتاب إلى تفاصيل الاجتياح العسكري الإسرائيلي  في حرب لبنان 1982، ومجزرة صبرا وشاتيلا التي تواجد فيها فيسك بعد يوم من حدوثها. يغطي الكتاب التدخل الأمريكي والبريطاني والفرنسي والإيطالي تحت اسم القوة المتعددة الجنسيات في لبنان وإجلاء منظمة التحرير الفلسطينية.
عنوان الكتاب مأخوذ من قصيدة جبران خليل جبران، التي نشرت في كتاب حديقة النبي (1933).